# پایپر کرمن
پایپر کرمن (انگلیسی: Piper Eressea Kerman؛ زادهٔ ۲۸ سپتامبر ۱۹۶۹) نویسنده امریکایی است که در سال ۱۹۹۸ به جرم پولشویی،  قاچاق موادمخدر به ۱۵ ماه زندان محکوم شد.  او فقط ۱۳ ماه در زندان ماند. پایپر خاطراتش از زندان را با نام نارنجی مد جدید است: سال من در زندان زنان منتشر کرد.
کتابش با تغییراتی  در قالب سریال تحت عنوان نارنجی مد جدید است در ژانر کمدی درام از شبکه اینترنتی نتفلیکس در هفت فصل پخش شد.